# رالف إف. بيرمان
رالف إف. بيرمان هو سياسي أمريكي، ولد في 13 أغسطس 1912 في داكوتا سيتي في الولايات المتحدة، وتوفي في 17 فبراير 1977 في سيوكس سيتي في الولايات المتحدة. نشط حزبياً في الحزب الجمهوري. وقد انتخب عضو مجلس النواب الأمريكي ‏.